# Osnovna šola Franja Malgaja Šentjur
Osnovna šola Franja Malgaja Šentjur je slovenski vzgojno-izobraževalni zavod s sedežem v Šentjurju in ena od dveh osnovnih šol v mestu. Zavod je bil ustanovljen leta 2004, secesijska šolska zgradba pa je bila zgrajena leta 1909. Šola ima tudi eno podružnično šolo, in sicer Podružnično osnovno šolo Blagovna na Proseniškem. Šola je poimenovana po borcu za severno mejo Franju Malgaju, ki izhaja iz Hruševca pri Šentjurju.